# Emmetropi
Emmetropi avser normalsynthet. Optiskt beskrivs det att ögats optiska system är inställt på oändligheten i ackommodationsvila. Ett öga som befinner sig i emmetropi behöver inte rättas med hjälp av glasögon eller liknande.
Ordet kommer från grekiskans ἔμμετρος, emmetros, "välproportionerad", "passande".